# 泰國世界日報
泰國世界日報（タイ語：หนังสือพิมพ์สากล 英語：Universal Daily News）は、タイ王国の華語日刊新聞。泰國世界日報社が所有。

## 概要・歴史
1955年（仏暦2498年）7月26日創刊。当初から台湾の大手紙聯合報と連携した。このため、タイにおける中華系新聞の最大需要地であるバンコク首都圏だけでなく、北部のチェンマイ県やチェンライ県のミャンマー国境近くにある中国国民党系の集落（KMT）などに浸透、部数を伸ばした。
しかし、創刊30周年を迎えた1986年（仏暦2529年）、世界日報社は経営危機に陥る。この時、聯合報は業務提携から一歩踏み込んで資本提携に踏み切る。こうして泰国世界日報は聯合報系の一員となった。
1990年代にはいち早く、左組み横書きのDTP対応に切り替えるとともに、他紙では日によってバラバラになることもあった紙面の割り当てを完全固定化、読みやすい紙面作りに徹してタイにおける中国語紙最大手の地位を確立した。
2014年（仏暦2557年）4月1日から、ミャンマー向けに別建て紙面の発行を開始した。

## 紙面構成

### タイ版・平日
月曜日から土曜日までは3部構成で、1部の12ページが一般的なニュース、2部の10ページが経済と華僑関連ニュース、3部の8ページが文化関連という割り当てになっている。華僑関連の団体などから全面広告の出稿があった場合は、2部または3部に追加ページとして差し込まれる（B11・C9以降）。
紙面のうち、A4 - A9・12面、B9・B10面、C1・C2・C6・C7面は台湾・新北市の聯合報本社で作成した記事を使用する。社論（社説）も日によっては聯合報と同一のものを掲載することがある。
2015年（仏暦2558年）4月16日付から一部紙面の変更を行った。これまで日曜日のみの掲載だった『宝島郷情』『中国郷情』の両面を平日にも拡大し、全日常設とした。またその前の2月2日付で行われた紙面改定では2009年12月まで常設されていた『東南亜新聞』がASEAN経済共同体立ち上げを前に5年ぶりに復活。スポーツ面がC6面に移動し、従来C6面にあった『小説世界』（連載小説）が廃止された。連載小説の全廃は、タイの中国語紙6紙を通じて史上初となる。
A1（1面）：要聞（トップニュース）

A2・A3（2～3面）：泰国新聞（タイ国内のニュース。特にA2は政治関連、A3は観光などの総合面とされる）

A4（4面）：国際新聞（タイ国外のニュース）

A5（5面）：国際経済（タイ国外の経済関連ニュース）

A6（6面）：台湾新聞（台湾の一般ニュース）

A7（7面）：台湾経済（台湾の経済関連ニュース）

A8（8面）：中国新聞（中国・香港の一般ニュース）

A9（9面）：中国経済（中国・香港の経済関連ニュース）

A10（10面）：社会新聞（タイ国内の事件・事故など。政府宝くじの当せん番号もここに掲載される）

A11（11面）：東南亜新聞（タイ以外のASEAN域内のニュース。現地新聞のホームページから抜くことが多い。ASEAN未加盟の東ティモールも取り上げることがある）

A12（12面）：焦点話題（特集報道。毎日一つのテーマを掘り下げて伝える）
B1・B2（13～14面）：工商新聞（タイ国内の華僑系企業の活動紹介）

B3（15面）：証券新聞（タイ証券取引所上場企業に関する情報）

B4・B5（16～17面）：証券行情表（タイ証券取引所上場全銘柄の株価情報。月曜、祝日の翌日およびタイ証券取引所が臨時に定めた休場日の翌日は掲載なし）

B6（18面）：泰国経貿（タイ国内の経済ニュース。経済指標を中心に扱う）

B7・B8（19～20面）：僑社新聞（タイ国内の華僑系団体に関するニュース）

B9（21面）：宝島郷情（台湾の文化・生活関連。金融市場休場日の翌日はB4面に移動）
B10（22面）：中国郷情（中国の文化・生活関連。金融市場休場日の翌日はB5面に移動）
C1（23面）：影芸世界（芸能ニュース。毎週水曜日は日本・韓国の話題を特集する）

C2（24面）：医薬保健／養生（健康関連の記事）

C3（25面）：文芸副刊

C4・C5（26～27面）：分類広告（クラシファイド）

C6（28面）：体育新聞（内外のスポーツニュース）

C7（29面）：時尚生活（ファッション、商品など）

C8（30面）：万象（インターネットなどから拾った三面記事）

### タイ版・日曜日
日曜日はページ数が減り、1部構成全14ページが標準となる。A1 - A3、A6、A8のみバンコクの世界日報社で制作し、他は聯合報本社で作成した記事を使用する。
A1（1面）：要聞

A2（2面）：泰国新聞

A3（3面）：万象

A4（4面）：宝島郷情（台湾の文化関連ニュース）

A5（5面）：透視中国（中国情勢をテーマにした特集報道）

A6（6面）：文芸副刊

A7（7面）：生活系列

A8（8面）：分類広告

A9（9面）：学生園地

A10（10面）：影芸世界

A11（11面）：汽車天地（自動車関連の特集）

A12（12面）：医薬保健／養生

A13（13面）：時尚生活（ファッション、商品など）

A14（14面）：旅遊休聞（中国・台湾以外の海外文化紹介）

### ミャンマー版
2014年4月1日から発行を開始したミャンマー版は、現地の事情に合わせてタイ向けでは2部となる国内経済と華僑関連の部が無くなり、2部構成全20ページが標準となる。
A1（1面）：要聞（主要ニュース）

A2・A3（2～3面）：緬甸新聞（ミャンマー国内の一般ニュース。特にA2は政治関連、A3は総合面とされる）

A4（4面）：国際新聞（ミャンマー国外のニュース）

A5（5面）：国際経済（ミャンマー国外の経済関連ニュース）

A6（6面）：台湾新聞（台湾の一般ニュース）

A7（7面）：台湾経済（台湾の経済関連ニュース）

A8（8面）：中国新聞（中国・香港のニュース）

A9（9面）：中国経済（中国・香港の経済関連ニュース）

A10（10面）：緬甸工商（ミャンマーで活動する華僑関連の記事）

A11（11面）：体育新聞（内外のスポーツニュース）

A12（12面）：焦点話題
B1～B8（13～20面）は、文芸副刊のサブタイトルが変更される以外はタイ版のC1～C8面と同一。

### 教輿学
2009年（仏暦2553年）12月までは、タイ版の3部に『教輿学』（きょうよがく）と題された子供向けの中国語教材を掲載するページが常設されていた。

世界日報が創刊した直後の1950年代後半は、時の首相だったプレーク・ピブーンソンクラームや後任のサリット・タナラットの手で中国語教育に厳しい規制が行われていた。中国語の授業ができるのは初等学校4年以下のみとなり、タイ北部に多いKMTの村では初等学校高学年から中等学校（中華民国の国民中学や高級中学に相当）にかけての子弟の国語教育に支障をきたした。
それに加えて中国語の教材も著しく不足し、台湾や英領時代の香港から取り寄せるなど不便を強いられた。そこで世界日報社は、学校での教材不足を補うべく、紙面に毎日教材を掲載することにし、学校では教師と生徒が一緒に紙面を読んで国語の勉強をしていた。なお中華民国における国語推進政策に沿い、発音の表記にピン音ではなく注音符号を使うなど中華人民共和国の教育体系とは大きく異なる。この点は、インターネット専用となった現在も変わっていない。
1992年（仏暦2535年）、アナン・パンヤーラチュン政権下で行われた規制緩和により中等学校での中国語教育は解禁されたが、その後も教材不足が続いたため教輿学面は引き続き掲載された。しかし、インターネットの普及による教育環境の変化により、2009年12月15日限りで紙面での掲載を終了。現在はそれまでの記事をPDF化し、インターネット専用コンテンツとして維持されている。

### 愛心
本紙に限らず、タイの中国語紙ではタイ国内にいる恵まれない人を紹介してその人の生活を支えるための寄付を募る記事がしばしば掲載される。これを「愛心」（あいしん）という。世界日報の場合は、社会新聞欄（社会面）で取り扱うこととされているが、2010年代以降は掲載の優先順位が下がる傾向にあり、ホームページのみの掲載となることもある。
紙面には恵まれない人の住所・氏名・連絡先などが詳細に記述され、読者は連絡先に直接連絡を取ったり、銀行口座番号の記載があればそこに振り込むなどして寄付金を送るが、世界日報社に寄託することもできる。この場合はバンコク・ワンブラパーの本社に直接持ち込んだり、宅配で取っている人は購読料金を支払うための銀行口座に振り込んだ後連絡するなどの手段を取る。元の記事が紙面に掲載されてから1週間程度で誰がいくら寄付したかが紙面に掲載される（『愛心捐款』）。
1999年（仏暦2542年、中華民国88年）の921大地震以降は、タイまたは中国・台湾などで大規模な天災が起こった場合、専用の銀行口座を使い、期限を切って大々的に募金を募る『愛心専戸』（あいしんせんこ）という活動が行われたこともある。ただし、2009年の八八水害に対する愛心専戸の際に、世界日報社と財務省国税局、赤十字社の間で寄付金に対する税法上の扱いを巡るトラブルが起こったことから、それ以後はあまり積極的には行われなくなった。東日本大震災の時は、赤十字社と首相府がそれぞれ主催した募金活動のみが税法上の控除対象になるとされたため、世界日報社は愛心専戸を行わなかった。

## 報道姿勢

### タイ内政
王室擁護、立憲君主制堅持の立場で創刊以来一貫している。しかし、基本的には華僑・華人社会と中華圏の利益を擁護するため、タイの国内政治に対する論評は極力避ける傾向にある。これは、タイで発行されている他の中国語紙にも共通するものの、世界日報の場合はA1面にタイ国内の事件、特に時の政府に対して微妙な立場を表明せざるを得ないニュースをなるべく使わない方針を取る。どうしても止むを得ずA1面に載せるのであれば、政府の立場に配慮しつつ公正中立を極限まで追求する。

### 華僑社会
世界日報は資本が台湾系であることから、台湾および客家系華僑の利益を特に重視している。その上で、華僑の人口の絶対多数を占める中国大陸出身者にも配慮する。タイ国内の文化や観光関連のニュースで、台湾人ないしは台湾・客家系僑団に有利と判断された場合はA3面で取り上げ、逆に不利と見られた記事、あるいは華人・華僑が起こした事件などのニュースはA10面に回される。台湾・客家系僑団の理事や顧問を務めている編集スタッフも在籍する。
一方で、台湾・客家系華人が受け入れ母体となった日系企業や文化団体が本紙に広告を出すケースもある。

## 所在地
バンコク プラナコーン区 ワンブーラパーピロム地区 ヂャルーンクルン通り 21/1 
（21/1 ถนนเจริญกรุง แขวงวังบูรพาภิรมย์ เขตพระนคร กรุงเทพมหานคร）